# Deutscher Sportclub Arminia Bielefeld 1981-1982
Questa voce raccoglie le informazioni riguardanti il Deutscher Sportclub Arminia Bielefeld nelle competizioni ufficiali della stagione 1981-1982.

## Stagione
Nella stagione 1981-1982 l'Arminia Bielefeld, allenato da Horst Franz, concluse il campionato di Bundesliga al 12º posto. In Coppa di Germania l'Arminia Bielefeld fu eliminato al secondo turno dal Norimberga.

## Rosa
| N. |                        | Ruolo | Calciatore       |
| -- | ---------------------- | ----- | ---------------- |
|    | Germania (bandiera)    | P     | Volker Diergardt |
|    | Germania (bandiera)    | P     | Wolfgang Kneib   |
|    | Germania (bandiera)    | D     | Eduard Angele    |
|    | Paesi Bassi (bandiera) | D     | Kees Bregman     |
|    | Germania (bandiera)    | D     | Norbert Dronia   |
|    | Germania (bandiera)    | D     | Karlheinz Geils  |
|    | Germania (bandiera)    | D     | Dirk Hupe        |
|    | Germania (bandiera)    | D     | Heiko Meier      |
|    | Germania (bandiera)    | D     | Detlef Schnier   |
|    | Danimarca (bandiera)   | D     | Jens Steffensen  |
|    | Germania (bandiera)    | C     | Ulrich Büscher   |

| N. |                     | Ruolo | Calciatore         |
| -- | ------------------- | ----- | ------------------ |
|    | Germania (bandiera) | C     | Peter Krobbach     |
|    | Germania (bandiera) | C     | Frank Pagelsdorf   |
|    | Germania (bandiera) | C     | Wolfgang Pohl      |
|    | Germania (bandiera) | C     | Johannes Riedl     |
|    | Germania (bandiera) | C     | Helmut Schröder    |
|    | Germania (bandiera) | A     | Stefan Butz        |
|    | Germania (bandiera) | A     | Bernd Krumbein     |
|    | Germania (bandiera) | A     | Ewald Lienen       |
|    | Germania (bandiera) | A     | Herbert Reiß       |
|    | Germania (bandiera) | A     | Gerd-Volker Schock |

## Organigramma societario
Area tecnica
- Allenatore: Horst Franz
- Allenatore in seconda:
- Preparatore dei portieri:
- Preparatori atletici:

## Calciomercato

### Sessione estiva
| Acquisti | Acquisti         | Acquisti            | Acquisti |
| R.       | Nome             | da                  | Modalità |
| -------- | ---------------- | ------------------- | -------- |
| A        | Herbert Reiß     | Friburgo            |          |
| P        | Volker Diergardt | Fortuna Düsseldorf  |          |
| D        | Dirk Hupe        | Union Solingen      |          |
| A        | Bernd Krumbein   | Union Solingen      |          |
| A        | Ewald Lienen     | Borussia M'gladbach |          |
| C        | Johannes Riedl   | Kaiserslautern      |          |

| Cessioni | Cessioni            | Cessioni         | Cessioni |
| R.       | Nome                | a                | Modalità |
| -------- | ------------------- | ---------------- | -------- |
| C        | Norbert Eilenfeldt  | Kaiserslautern   |          |
| A        | Volker Graul        | Gütersloh        |          |
| A        | Christian Sackewitz | Bayer Leverkusen |          |

### Sessione invernale
| Acquisti | Acquisti | Acquisti | Acquisti |
| R.       | Nome     | da       | Modalità |
| -------- | -------- | -------- | -------- |

| Cessioni | Cessioni | Cessioni | Cessioni |
| R.       | Nome     | a        | Modalità |
| -------- | -------- | -------- | -------- |

## Risultati

### Bundesliga

#### Girone di andata
| Arbitro: | Stäglich |

|              |           |               |
| Krobbach 23’ | Marcatori | 72’ Cestonaro |

| Arbitro: | Luca |

|           |           |  |
| Meier 54’ | Marcatori |  |

| Arbitro: | Tritschler |

|              |           |            |
| Krobbach 10’ | Marcatori | 68’ Allofs |

| Arbitro: | Ermer |

|                   |           |              |
| Groß 19’ Bold 23’ | Marcatori | 39’ Schröder |

| Arbitro: | Hontheim |

|                       |           |           |
| Hupe 24’ Krumbein 42’ | Marcatori | 56’ Grobe |

| Arbitro: | Horeis |

|                                        |           |  |
| Briegel 17’ Funkel 48’, 58’ Hübner 85’ | Marcatori |  |

| Arbitro: | Redelfs |

|           |           |                |
| Riedl 87’ | Marcatori | 6’ Burgsmüller |

| Arbitro: | Kasperowski |

|            |           |  |
| Dreßel 21’ | Marcatori |  |

| Arbitro: | Brückner |

|  |           |                     |
|  | Marcatori | 22’, 77’ Littbarski |

| Arbitro: | Retzmann |

|                    |           |           |
| Löw 56’ Körbel 90’ | Marcatori | 71’ Geils |

| Arbitro: | Engel |

|           |           |              |
| Schock 5’ | Marcatori | 51’ Milewski |

| Arbitro: | Correll |

|                    |           |                               |
| Seliger 45’ (rig.) | Marcatori | 8’ Dronia 20’ Schock 28’ Pohl |

| Arbitro: | Heitmann |

|          |           |  |
| Reiß 44’ | Marcatori |  |

| Arbitro: | Klauser |

|                                 |           |           |
| Wuttke 26’ Mill 54’, 90’ (rig.) | Marcatori | 40’ Geils |

| Arbitro: | Hennig |

|                     |           |  |
| Geils 7’ Dronia 90’ | Marcatori |  |

| Arbitro: | Umbach |

|            |           |                         |
| Schock 89’ | Marcatori | 44’ Hoeneß 86’ Breitner |

| Arbitro: | Föckler |

|                     |           |                    |
| Vöge 27’ Økland 38’ | Marcatori | 9’ Hupe 36’ Schock |

#### Girone di ritorno
| Arbitro: | Engel |

|             |           |  |
| Mattern 37’ | Marcatori |  |

| Arbitro: | Ross |

|  |           |                |
|  | Marcatori | 20’, 90’ Meier |

| Arbitro: | Messmer |

|                                                        |           |                  |
| Eðvaldsson 40’ Dusend 58’ Wenzel 67’ (rig.) Allofs 73’ | Marcatori | 34’ (rig.) Riedl |

| Arbitro: | Retzmann |

|                                   |           |  |
| Lienen 28’ Schröder 77’ Geils 85’ | Marcatori |  |

| Arbitro: | Schmidhuber |

|                                      |           |            |
| Hollmann 14’ Worm 47’ Tripbacher 86’ | Marcatori | 38’ Schock |

| Arbitro: | Ermer |

|                            |           |  |
| Riedl 16’ (rig.) Geils 89’ | Marcatori |  |

| Arbitro: | Roth |

|                           |           |  |
| Keser 37’, 85’ Votava 51’ | Marcatori |  |

| Arbitro: | Heitmann |

|                       |           |  |
| Lienen 48’ Schock 53’ | Marcatori |  |

| Arbitro: | Horeis |

|  |           |                  |
|  | Marcatori | 54’ (rig.) Riedl |

| Arbitro: | Assenmacher |

|                                    |           |  |
| Lienen 33’ Schock 86’ Schröder 88’ | Marcatori |  |

| Arbitro: | Correll |

|                                             |           |            |
| Kaltz 45’ (rig.), 63’ (rig.) von Heesen 83’ | Marcatori | 32’ Dronia |

| Arbitro: | Klauser |

|                         |           |  |
| Hupe 30’ Pagelsdorf 90’ | Marcatori |  |

| Arbitro: | Linn |

|                        |           |                                             |
| Müller 43’ (rig.), 60’ | Marcatori | 26’ Reiß 39’ Krobbach 72’ (rig.) Pagelsdorf |

| Arbitro: | Brückner |

|                                                                    |           |  |
| Pagelsdorf 53’ (rig.) Lienen 55’ Dronia 65’ Schröder 78’ Riedl 86’ | Marcatori |  |

| Arbitro: | Wahmann |

|                   |           |                |
| Lameck 32’ (rig.) | Marcatori | 90’ Pagelsdorf |

| Arbitro: | Peduzzi |

|                                       |           |                         |
| Hoeneß 26’ (rig.), 45’ Rummenigge 88’ | Marcatori | 20’ Reiß 60’ Pagelsdorf |

| Arbitro: | Umbach |

|             |           |                                |
| Schnier 76’ | Marcatori | 37’ Vöge 54’ Knauf 84’ Hermann |

### Coppa di Germania
| Arbitro: | Niebergall |

|                            |           |                                                                   |
| Walter 20’, 56’ Hester 33’ | Marcatori | 10’ Riedl 12’, 72’ Geils 23’ Hupe 52’ Schröder 75’ (aut.) Lietzau |

| Arbitro: | Assenmacher |

|  |           |                 |
|  | Marcatori | 64’ Heidenreich |

## Statistiche

### Statistiche di squadra
| Competizione      | Punti | In casa | In casa | In casa | In casa | In casa | In casa | In trasferta | In trasferta | In trasferta | In trasferta | In trasferta | In trasferta | Totale | Totale | Totale | Totale | Totale | Totale | DR |
| Competizione      | Punti | G       | V       | N       | P       | Gf      | Gs      | G            | V            | N            | P            | Gf           | Gs           | G      | V      | N      | P      | Gf     | Gs     | DR |
| ----------------- | ----- | ------- | ------- | ------- | ------- | ------- | ------- | ------------ | ------------ | ------------ | ------------ | ------------ | ------------ | ------ | ------ | ------ | ------ | ------ | ------ | -- |
| Bundesliga        | 30    | 17      | 9       | 4       | 4       | 28      | 14      | 17           | 3            | 2            | 12           | 18           | 36           | 34     | 12     | 6      | 16     | 46     | 50     | -4 |
| Coppa di Germania | -     | 1       | 0       | 0       | 1       | 0       | 1       | 1            | 1            | 0            | 0            | 6            | 3            | 2      | 1      | 0      | 1      | 6      | 4      | +2 |
| Totale            | 30    | 18      | 9       | 4       | 5       | 28      | 15      | 18           | 4            | 2            | 12           | 24           | 39           | 36     | 13     | 6      | 17     | 52     | 54     | -2 |

### Andamento in campionato
| Giornata  | 1 | 2  | 3  | 4  | 5  | 6  | 7  | 8  | 9  | 10 | 11 | 12 | 13 | 14 | 15 | 16 | 17 | 18 | 19 | 20 | 21 | 22 | 23 | 24 | 25 | 26 | 27 | 28 | 29 | 30 | 31 | 32 | 33 | 34 |
| --------- | - | -- | -- | -- | -- | -- | -- | -- | -- | -- | -- | -- | -- | -- | -- | -- | -- | -- | -- | -- | -- | -- | -- | -- | -- | -- | -- | -- | -- | -- | -- | -- | -- | -- |
| Luogo     | C | T  | C  | T  | C  | T  | C  | T  | C  | T  | C  | T  | C  | T  | C  | C  | T  | T  | C  | T  | C  | T  | C  | T  | C  | T  | C  | T  | C  | T  | C  | T  | T  | C  |
| Risultato | N | P  | N  | P  | V  | P  | N  | P  | P  | P  | N  | V  | V  | P  | V  | P  | N  | P  | P  | P  | V  | P  | V  | P  | V  | V  | V  | P  | V  | V  | V  | N  | P  | P  |
| Posizione | 9 | 13 | 10 | 15 | 13 | 16 | 15 | 16 | 17 | 18 | 17 | 16 | 15 | 15 | 12 | 13 | 12 | 15 | 15 | 17 | 13 | 15 | 14 | 15 | 13 | 13 | 12 | 12 | 12 | 12 | 12 | 12 | 12 | 12 |

Legenda:

Luogo: C = Casa; T = Trasferta. Risultato: V = Vittoria; N = Pareggio; P = Sconfitta.

### Statistiche dei giocatori
| Giocatore     | Bundesliga | Bundesliga | Bundesliga  | Bundesliga | Coppa di Germania | Coppa di Germania | Coppa di Germania | Coppa di Germania | Totale   | Totale | Totale      | Totale     |
| Giocatore     | Presenze   | Reti       | Ammonizioni | Espulsioni | Presenze          | Reti              | Ammonizioni       | Espulsioni        | Presenze | Reti   | Ammonizioni | Espulsioni |
| ------------- | ---------- | ---------- | ----------- | ---------- | ----------------- | ----------------- | ----------------- | ----------------- | -------- | ------ | ----------- | ---------- |
| E. Angele     | 0          | 0          | 0           | 0          | 0                 | 0                 | 0                 | 0                 | 0        | 0      | 0           | 0          |
| K. Bregman    | 34         | 0          | 3           | 0          | 2                 | 0                 | 0                 | 0                 | 36       | 0      | 3           | 0          |
| S. Butz       | 3          | 0          | 0           | 0          | 1                 | 0                 | 0                 | 0                 | 4        | 0      | 0           | 0          |
| U. Büscher    | 3          | 0          | 0           | 0          | 1                 | 0                 | 0                 | 0                 | 4        | 0      | 0           | 0          |
| V. Diergardt  | 2          | 0          | 0           | 0          | 0                 | 0                 | 0                 | 0                 | 2        | 0      | 0           | 0          |
| N. Dronia     | 33         | 4          | 3           | 0          | 1                 | 0                 | 0                 | 0                 | 34       | 4      | 3           | 0          |
| K. Geils      | 32         | 5          | 7           | 0          | 2                 | 2                 | 0                 | 0                 | 34       | 7      | 7           | 0          |
| D. Hupe       | 34         | 3          | 0           | 0          | 2                 | 1                 | 0                 | 0                 | 36       | 4      | 0           | 0          |
| W. Kneib      | 33         | 0          | 1           | 0          | 2                 | 0                 | 0                 | 0                 | 35       | 0      | 1           | 0          |
| P. Krobbach   | 26         | 3          | 4           | 0          | 1                 | 0                 | 0                 | 0                 | 27       | 3      | 4           | 0          |
| B. Krumbein   | 17         | 1          | 0           | 0          | 1                 | 0                 | 0                 | 0                 | 18       | 1      | 0           | 0          |
| E. Lienen     | 27         | 4          | 3           | 0          | 1                 | 0                 | 0                 | 0                 | 28       | 4      | 3           | 0          |
| H. Meier      | 0          | 0          | 0           | 0          | 0                 | 0                 | 0                 | 0                 | 0        | 0      | 0           | 0          |
| F. Pagelsdorf | 20         | 5          | 1           | 0          | 2                 | 0                 | 0                 | 0                 | 22       | 5      | 1           | 0          |
| W. Pohl       | 27         | 1          | 2           | 0          | 2                 | 0                 | 0                 | 0                 | 29       | 1      | 2           | 0          |
| H. Reiß       | 22         | 3          | 0           | 0          | 1                 | 0                 | 0                 | 0                 | 23       | 3      | 0           | 0          |
| J. Riedl      | 32         | 5          | 2           | 0          | 2                 | 1                 | 0                 | 0                 | 34       | 6      | 2           | 0          |
| D. Schnier    | 30         | 1          | 3           | 0          | 2                 | 0                 | 0                 | 0                 | 32       | 1      | 3           | 0          |
| G. Schock     | 25         | 7          | 2           | 0          | 1                 | 0                 | 0                 | 0                 | 26       | 7      | 2           | 0          |
| H. Schröder   | 29         | 4          | 1           | 1          | 2                 | 1                 | 0                 | 0                 | 31       | 5      | 1           | 1          |
| J. Steffensen | 3          | 0          | 0           | 0          | 0                 | 0                 | 0                 | 0                 | 3        | 0      | 0           | 0          |